# Nimda
A Nimda egy számítógépes vírus, amelyet 2001 szeptemberében fedeztek fel. Ez egy fájlokat fertőző típus.  Nagyon gyorsan terjedő fajta, az okozott kárt tekintve vetekszik a Code Red-del. A megjelenésének az ideje miatt a sajtó kapcsolatot vélt felfedezni a vírus és az Al Kaida között, de ez a kapcsolat nem bizonyult másnak, mint összeesküvés-elméletnek.
A Nimda mind Windows 95, 98, Me, NT, illetve 2000 operációs rendszereket futtató munkaállomásokat, mind Windows NT és 2000 operációs rendszereket futtató szervereket megfertőzött. 
A féreg-vírus neve visszafelé rendszeradminisztrátort, vagyis admin-t jelent.

## A fertőzés módja
A Nimda igen hatékony volt, mivel ellentétben más addig ismert vírussal – mint a Morris-féreg vagy a Code Red – 5 különböző módon fertőzött:
- e-mail útján
- nyitott hálózati megosztásokon keresztül
- fertőzött weblapok böngészésekor
- számos Microsoft IIS 4.0 / 5.0 biztonsági rést kihasználva
- a Code Red II és a "sadmind/IIS" féreg-vírusok által hagyott ún. backdoorok útján.